# Coloptilia conchylidella
Coloptilia conchylidella is een vlinder uit de familie tastermotten (Gelechiidae). De wetenschappelijke naam is voor het eerst geldig gepubliceerd in 1898 door O. Hofmann.
De soort komt voor in Europa.